# Стеймацки
«Стеймацки» (ивр. סטימצקי‎) — старейшая и крупнейшая израильская книготорговая сеть. 

## История
Первый магазин сети был открыт в 1925 году в Иерусалиме на улице Яффо Ихезкиэлем Стеймацки, иммигрантом из Германии российского происхождения. Он прибыл в Израиль с коротким визитом по случаю открытия Еврейского университета и решил остаться, обнаружив в Подмандатной Палестине растущий рынок сбыта книг на иностранных языках — среди иммигрантов и британских солдат. Предприятие оказалось столь успешным, что уже в том же году открывается ещё один магазин — в Хайфе, а позже ещё один филиал на улице Алленби в Тель-Авиве.
В 1927 году «Стеймацки» начинает экспансию на Ближний Восток, открывая магазин в Бейруте. Компания меняет название на «Стеймацки — Ближневосточное агентство». В годы Второй мировой войны филиалы «Стеймацки» открываются в Багдаде, поблизости от британской военной базы, а затем в Каире, Александрии и Дамаске. Распространение сети прекращается с началом арабо-израильской войны 1948 года и национализацией всех филиалов в арабских странах.
В 1963 году Эри Стеймацки, сын основателя компании, вступает в семейный бизнес и десятью годами позже становится генеральным менеджером. В 1995 году «Стеймацки» приобретает сеть магазинов «Сифри», практически становясь монополистом до 2002 года, когда компании «Цомет Сфарим», «Ярид Сфарим» и издательство «Модан» объединяются под названием «Цомет Сфарим» (около 40 магазинов и интернет-представительство). В 2004 году «Стеймацки» образует совместно с Издательским домом «Кетер» собственный издательский дом.
В 2005 году фонд «Маркстон» за сумму около 50-60 млн долларов приобретает компанию «Стеймацки», включая более 150 магазинов и 49-процентную долю «Стеймацки» в издательском доме.
К 2006 году магазины «Стеймацки» имеются в 68 городах Израиля, а также в Лондоне и Лос-Анджелесе. Компании принадлежит около 40 % израильского книжного рынка.
В сентябре 2007 года Эри Стеймацки подаёт в отставку, оставляя управление компанией в руках фонда «Маркстон».